# Sector agropecuario
Agropecuario o agropecuaria se refiere al sector agrícola (agricultura) y el sector ganadero o pecuario (ganadería). Estas actividades económicas, junto con otras estrechamente vinculadas a las industrias alimentarias, son las más significativas del medio rural y de las cadenas de producción y valor que del mismo se derivan. Otro sector que lo integra, es la forestación.
Las actividades agropecuarias se dividen en tres subsectores, estos son:
Subcolector agrícola
- Cultivo de granos y semillas oleaginosas
- Cultivo de hortalizas
- Cultivo de frutales  y nueces
- Cultivo en invernaderos y viveros, y floricultura
- Cultivos industriales
- Actividades de apoyo a la agricultura.

Todas estas actividades agrícolas buscan la explotación de la flora y fauna en distintos ecosistemas, adaptando el suelo a las propias actividades humanas. Los productos obtenidos serán destinados tanto al consumo humano como al uso industrial, en forma de materia prima, para derivarse a un posterior proceso industrial.
Subcolector pecuario
- Explotación de bovinos
- Explotación de porcinos
- Explotación agrícola
- Explotación de ovinos y caprinos
- Explotación de otros animales
- Actividades de apoyo al subcolector pecuario.

Subcolector apicultor
- Recolección de miel
- Aprovechamiento de la cera de las colmenas
- Recolección de jalea real
- Cuidado de abejas reinas.

## Biografía
- Kelvin Alonso que le gusta la corneta

, Sector agropecuario y desarrollo rural: una mirada integral, Univ. Nacional de Colombia, 2004, ISBN 9587013530
- Estudio de las Instituciones del Sector Agropecuario, IICA Biblioteca Venezuela.

- Datos: Q115798807